# Anna Zimerle
Anna Zimerle (Vicenza, 28 agosto 1976) è un'ex cestista italiana.
Alta 172 centimetri, in campo giocava come playmaker.

## Carriera
Bandiera della Pallacanestro Femminile Schio, dove ha giocato dal 1997 al 2004, con la squadra scledense allenata da Aldo Corno ha vinto due Coppe Ronchetti e due Coppe Italia. Nella stagione 2004-05 approda al Valencia, con il quale team vince la Supercoppa spagnola.
Nel 2005-06 gioca con il Maddaloni e, la stagione successiva, dal 2006 veste la maglia del Taranto Cras Basket.
È stata giudicata miglior giocatrice italiana nel 2001. Nel 2002 ha ricevuto il premio “Pietro Reverberi”, vale a dire l'“Oscar del Basket”, come una tra i migliori giocatori della pallacanestro italiana.
Con la nazionale di pallacanestro dell'Italia ha vinto la medaglia d'argento ai Giochi del Mediterraneo nel 2001 ed alle Universiadi nel 2003.
Ha ripreso a giocare nel gennaio 2013 nella A.S. Vicenza nel campionato A3, contribuendo alla promozione in A2.
Ha terminato la sua carriera il 5 aprile 2014 con la sua ultima partita di campionato di A2 con l'A.S. Vicenza, segnando i canestri decisivi per la vittoria.
Dopo un anno in panchina come secondo, richiamata dal suo vecchio allenatore Aldo Corno ritorna sul parquet con A.S. Vicenza.

## Palmarès
- Campionato italiano: 2
Taranto Cras Basket: 2008-09; 2009-10
- Supercoppa italiana: 1

Taranto Cras Basket: 2009
- Promozione dalla Serie A3 alla Serie A2: 1
A.S. Vicenza: 2012-13